# Zersiedelung

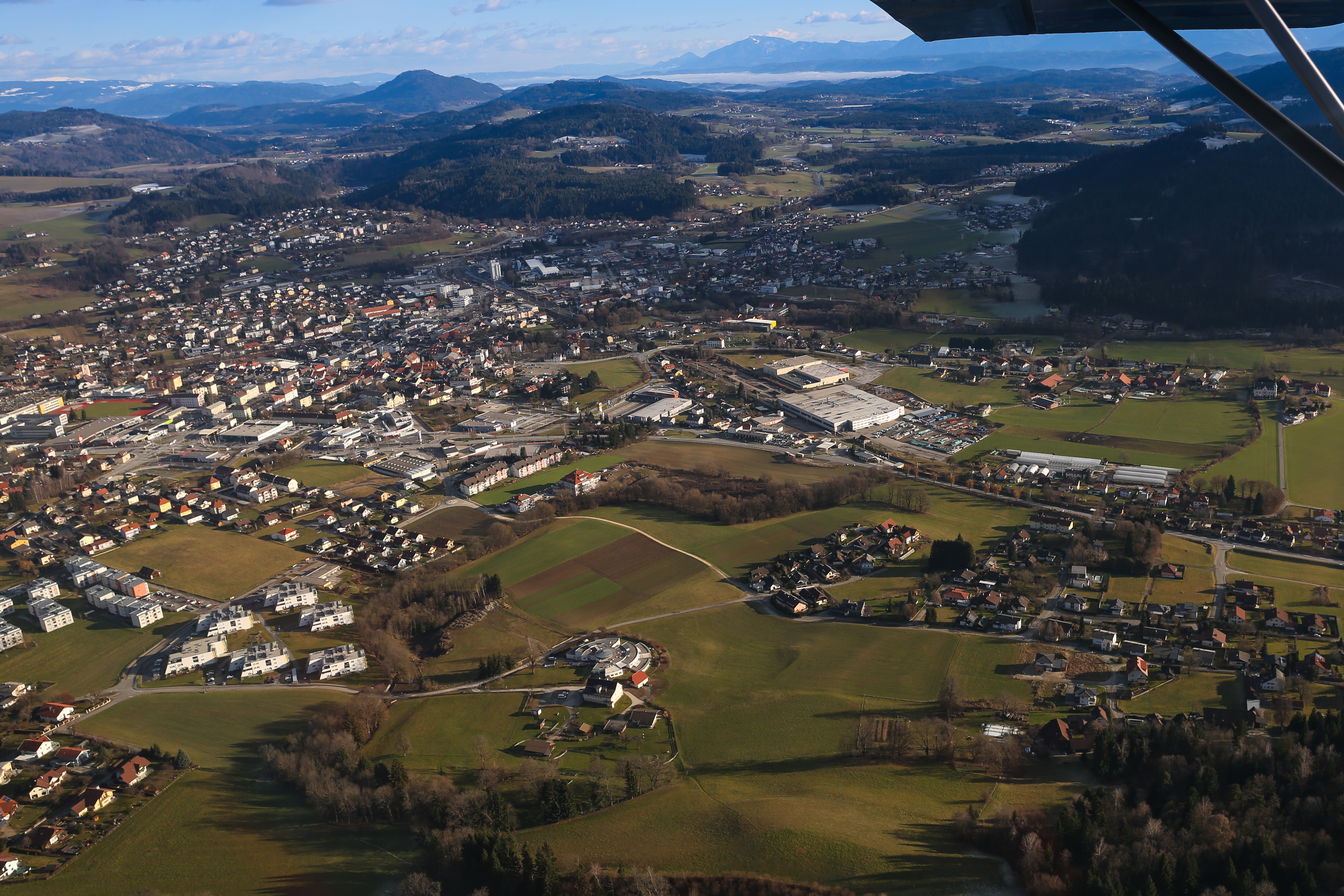
Zersiedelung: Feldkirchen in Kärnten

Unter Zersiedelung versteht man die Errichtung von Gebäuden außerhalb von „im Zusammenhang bebauten“ Ortsteilen oder das ungeregelte und unstrukturierte Wachstum von Ortschaften in den unbebauten Raum hinein. Zersiedelung ist einerseits ein Teilaspekt der Suburbanisierung, der die Ausbreitung von monofunktionalen, dünn besiedelten und vom Individualverkehr abhängigen Zonen am Stadtrand bezeichnet, und andererseits ein weiter gefasster Begriff, da er nicht nur das periphere Wachstum von Agglomerationen bezeichnet, sondern auch die Zersiedelung des ländlichen Raumes z. B. in touristisch interessanten Regionen. Meist wird der Begriff Zersiedelung verwendet, um negative Auswirkungen dieses Prozesses zu beschreiben, wie bereits die Vorsilbe „Zer-“ andeutet; jedoch ist er ähnlich wie der Begriff des urban sprawl unscharf definiert, schwer operationalisierbar und in seiner Abgrenzung umstritten.

## Definitionsversuch
Forscher aus der Schweiz haben im Rahmen des Nationalen Forschungsprogramms NFP 54 Zersiedelung wie folgt definiert: Zersiedelung ist ein Phänomen, das in der Landschaft optisch wahrnehmbar ist. Eine Landschaft ist umso stärker zersiedelt, je mehr Fläche bebaut ist, je weiter gestreut die Siedlungsflächen sind und je geringer deren Ausnützung für Wohn- oder Arbeitszwecke ist. Damit ergänzen die messbaren Kriterien Größe, Streuung und Ausnützung der Siedlungsfläche die intuitive Beurteilung der Zersiedelung. Anhand dieser Definition lassen sich Entwicklungstrends in der Zersiedelung quantifizieren.

## Entwicklung
Gemeinsam ist allen Formen der Zersiedelung der Flächenverbrauch durch ein Wachstum von Siedlungsbereichen in die Landschaft hinein. Durch großflächig auftretende Zersiedelung befinden sich Städte und Landschaften in einem grundlegenden Veränderungsprozess. Insbesondere das Umland großer Städte verändert seinen bisherigen natürlich oder kulturell gewachsenen Charakter. Dieser Trend zur vermehrten Ausbildung von Speckgürteln ist in Deutschland seit Jahrzehnten zu beobachten.
Nach dem 2008 veröffentlichten Modell der „Anthrome“ der beiden amerikanischen Geografen Erle C. Ellis und Navin Ramankutty lebt weltweit etwa die Hälfte aller Menschen im zersiedelten Umland (Dense Settlements, Villages) städtischer Ballungsräume.

## Ursachen
Maßgeblich befördert wurde und wird die Zersiedelung der Landschaft durch hohe Bodenpreise in den Städten, durch die kommunale Bauleitplanung (am Rande der Siedlungen) und die Verfestigung von Splittersiedlungen im Außenbereich. Hohe Immobilienpreise in den Städten treiben vor allem junge Familien dazu, den Traum eines eigenen Hauses im Grünen zu realisieren, ohne den Arbeitsplatz in der Stadt aufgeben zu müssen. Aber auch wohlhabende Rentner ziehen in die suburbanen Zonen. Die Verbreitung des Autos macht die räumliche Trennung von Arbeit und Schlafplatz attraktiver und ermöglicht die Ansiedlung von Unternehmen außerhalb der Stadtgrenze. Auch die staatliche Begünstigung der Trennung von Arbeitsplatz und Wohnort durch die Entfernungspauschale sowie eine undifferenzierte Wohnungsbauförderung werden als ursächlich und fördernd für Zersiedelung genannt. Ebenso befördert die Einrichtung von Industrieparks und Großeinkaufszentren am Rande der Siedlungsräume die Zersiedelung; sie wird mit der Schaffung von Arbeitsplätzen und Einnahmen für die Gemeinden begründet.
Mit dem Begriff des Baulandparadoxons weist der österreichische Rechtswissenschaftler Benjamin Davy darauf hin, dass die Ausweisung von neuen Bauflächen gänzlich vermieden werden könne, wenn alle Möglichkeiten zur effizienteren Nutzung der in Siedlungsräumen bereits zur Verfügung stehenden Flächen ausgeschöpft würden.
Im ländlichen Umfeld, in den Dörfern, wird die Zersiedelung durch die Umwidmung von Acker- in Bauland trotz noch verfügbaren Baulands im Kerngebiet begünstigt. Die Gestaltung der Siedlungen in offener Bauweise (statt der nachhaltigeren geschlossenen Bauweise) wirkt sich zusätzlich auf den Landschaftsverbrauch aus. Zersiedlung durch landwirtschaftliche Betriebe im Außenbereich wird hingegen durch das Privilegierte Bauvorhaben akzeptiert.
Beim Neu- und Wiederaufbau der Städte nach dem Zweiten Weltkrieg orientierte man sich in großen Teilen der Welt an der Charta von Athen (CIAM) von 1933. Im Ergebnis folgte der Aus- und Wiederaufbau häufig dem Leitbild der autogerechten Stadt. Wohnen und Gewerbe wurden damit in vielen Fällen voneinander getrennt. Fortan wurden auch zahlreiche suburbane Satellitenstädte (Schlafstädte) geplant. Diese Art der Stadtentwicklung wurde bereits früh als schwerer Missstand erkannt und dennoch für Jahrzehnte weiterverfolgt, teilweise bis heute.

### Verkehrsproblematik
Zersiedelung steht auch wegen ihrer verkehrsproduzierenden Wirkung in der Kritik. Öffentliche Verkehrsmittel benötigen hohe Bevölkerungsdichte und Nutzungsdichte, um rentabel betrieben werden zu können. Bewohner von Randbezirken sind wegen zurückgehendem Angebot und der zurückgehenden Nachfrage an öffentlichen Verkehrsmitteln überwiegend auf Kraftfahrzeuge angewiesen. Einige Maßnahmen, die dazu dienen, negative Symptome der Zersiedelung einzudämmen, z. B. Park-and-ride, können diese sogar noch attraktiver machen und beschleunigen. Umstritten ist auch das in der Verkehrspolitik verbreitete Konzept der Anpassung von Infrastruktur an bestehender Nachfrage, da Straßenbau in vielen Fällen wiederum zu neuer Nachfrage führt.

### Sozialproblematik
Eine der umstrittensten Folgen der Zersiedelung ist ihre negative Auswirkung auf das soziale Gefüge und auf die Lebensqualität. Da Zonen mit niedriger Bevölkerungsdichte und Trabantenstädte oft nicht im Stande sind, ein breites Angebot an Dienstleistungen bereitzustellen, fehlen oft öffentliche Einrichtungen wie Bibliotheken, Schwimmbäder, höhere Schulen oder Kindertagesstätten. Die Einwohner sehen sich gezwungen, für die meisten Tätigkeiten lange Wege zurückzulegen. Es kommt zur Ausgrenzung von Einwohnern, die dazu nicht im Stande sind. Betroffen sind vor allem Minderjährige, Behinderte, ältere oder sozial schwache Personen.
Die Lage wird oft dadurch verschärft, dass die Straße, die im urbanen Lebensraum auch als eine Art Plattform öffentlichen Zusammenlebens fungiert, im Zersiedelungsgebiet zur reinen Transportader verkommt und eher als zusätzliche Barriere wirkt. Die hohe Abhängigkeit vom Pkw gefährdet die Gesundheit der Bevölkerung, da Kraftfahrer weniger Strecken zu Fuß oder mit dem Fahrrad zurücklegen und damit häufiger Bewegungsmangel haben und die allgemeine Schadstoffkonzentration in der Atemluft durch jeden Autofahrer vielfach höher steigt als durch Nutzung öffentlicher Transportmittel. Kaufkraftabfluss von städtischen Hauptstraßen in Einkaufszentren kann auch zu einer Verödung des Stadtbildes und zum Verlust von Vielfalt führen. Städtische Gebiete, die vormals aus einer Mischung sozialer Schichten bestanden, erleben durch die Abwanderung reicherer Einwohner in den Speckgürtel eine zunehmende Segregation, was soziale Spannungen verstärken kann. Aber auch die Bildung von Vorstadtghettos, wie sie besonders in Frankreich zu beobachten ist, kann eine Folge sein.

## Sonderformen und Trends

### Gated Communities
Eine Sonderform dieser Entwicklung hin zur Ghettoisierung ist die zunehmende Anzahl von sogenannten geschlossenen Wohnanlagen (z. B. Country Clubs, Gated Communities) insbesondere in den USA, Großbritannien und einigen Entwicklungsländern, in Ansätzen aber auch bereits in anderen Ländern Europas. Diese „Privatviertel“ werden in vielen Fällen in landschaftlich attraktiven Gebieten gebaut, haben durch ihre großen Grundstücke einen hohen Landschaftsverbrauch und fördern die Segregation nach sozialen Schichten. In den Städten Großbritanniens, insbesondere in London, gibt es diese umstrittenen geschlossenen Wohnanlagen in vernachlässigten Stadtteilen, die nahe der attraktiven Finanzviertel liegen, aber zugleich eine hohe Kriminalität aufweisen.

### Ruralisierung
Die Entwicklung der Telekommunikationsinfrastruktur und des Internets führte seit den 1990er Jahren zu einem neuen paradoxen Entwicklungstrend. Während der ländliche Raum immer stärker in die Kommunikationsumgebungen eingebunden wird und bislang urbane Arbeitsplätze hierhin verlagert werden („Urbanisierung des Landes“ durch „Teledörfer“ oder ausgelagerte Bürostädte mit Callcentern usw.), werden viele Stadtviertel von der wirtschaftlichen Dynamik abgekoppelt und verlieren ihre Infrastruktur und ihre urbane Qualität. Arbeitslosigkeit und unzureichende Löhne führen zur Urban Agriculture, z. B. in Form des innerstädtischen Gemüseanbaus auf öden Flächen, der Kleinviehhaltung auf dem Balkon oder der Fischzucht auf dem Dach (sog. „Ruralisierung der Stadt“). So kommen in Havanna 90 Prozent aller Frischprodukte aus innerstädtischen Gärten.

### Industriedörfer
Auf der anderen Seite entstehen durch amtlichen Beschluss „städtische“ Quartiere, die von Anfang an keinerlei urbane Qualitäten aufweisen und die Einwohner zur Selbstversorgung zwingen wie einstmals in den preußischen Industriedörfern Altenessen, Borbeck, Schalke, Sterkrade oder in heutigen chinesischen Industriedörfern mit Wohnhochhäusern, Industrieanlagen und extremen Zuwachsraten der Bevölkerung (Urban Villages). Die Zahl der Urban Villagers – wie die Bewohner solcher Gebiete genannt werden – wird in China auf 50 bis 100 Millionen geschätzt.

## Österreich
In Österreich trägt die ÖVP seit dem Ende der 1980er Jahre Regierungsverantwortung. Sie hält sie am Status quo in der Raumordnung fest und verteidigt ihn auf allen politischen Ebenen (im Bund, in den Ländern und in den Gemeinden). In Österreich entscheiden die Gemeinden, wo gebaut werden darf und wo nicht. Kritiker (zum Beispiel 2022 der Sozialminister Johannes Rauch (Grüne)) wollen die Widmungskompetenz in die Hände einer übergeordneten Instanz legen: professionelle Raumplaner sollen für die Raumplanung zuständig und verantwortlich sein (so wie in Deutschland auf Kreisebene), nicht ehrenamtliche Politiker. In Österreich hat die Bundesebene kaum Einfluss auf die Raumplanung, weder Parlament noch Regierung. Die Neos wollen das ändern und fordern klare Vorgaben für die Gemeinden.

## Schweiz
In der Schweiz gibt es politische Vorstöße, um die Zersiedelung zu stoppen.
Zum Beispiel:
- 2019: die Zersiedelungsinitiative und
- 2012: die Zweitwohnungsinitiative.